# Íránské vojenské letectvo
Íránské vojenské letectvo (persky نیروی هوایی جمهوری اسلامی ایران‎, česky: Vzdušné síly Íránské islámské republiky) jsou součástí ozbrojených sil Íránské islámské republiky, jejíž úlohou je zajištění vzdušného prostoru Íránu a důležitých politických a hospodářských center, regionů a vojsk před údery vzdušného protivníka, jako i přímá podpora boje pozemních a námořních sil.
Páteř íránského letectva tvoří z velké části americké letouny zakoupené ještě před rokem 1979. Patří k nim letouny F-5 Tiger II, F-4 Phantom II a F-14 Tomcat. Kromě amerických letadel vlastní Írán i ruské letouny MiG-29, Suchoj Su-24 a Su-25, francouzské Dassault Mirage F1 a čínské J-7. Mimo to Írán vyrábí několik vlastních strojů.

## Historie
Před islamistickou revolucí v roce 1979 mělo Íránské královské letectvo kolem 450 moderních bojových letounů včetně 166 strojů F-5, 190 F-4 a 79 tehdy nejmodernějších F-14A. Početní stav čítal 100 000 mužů, z čehož bylo 5 000 pilotů cvičených v USA a západní Evropě. Kvůli embargu bylo mnoho strojů během 80. let rozebráno na náhradní díly. Kritický stav vyřešily až dodávky ze SSSR, Číny a KLDR.

## Íránsko-irácká válka

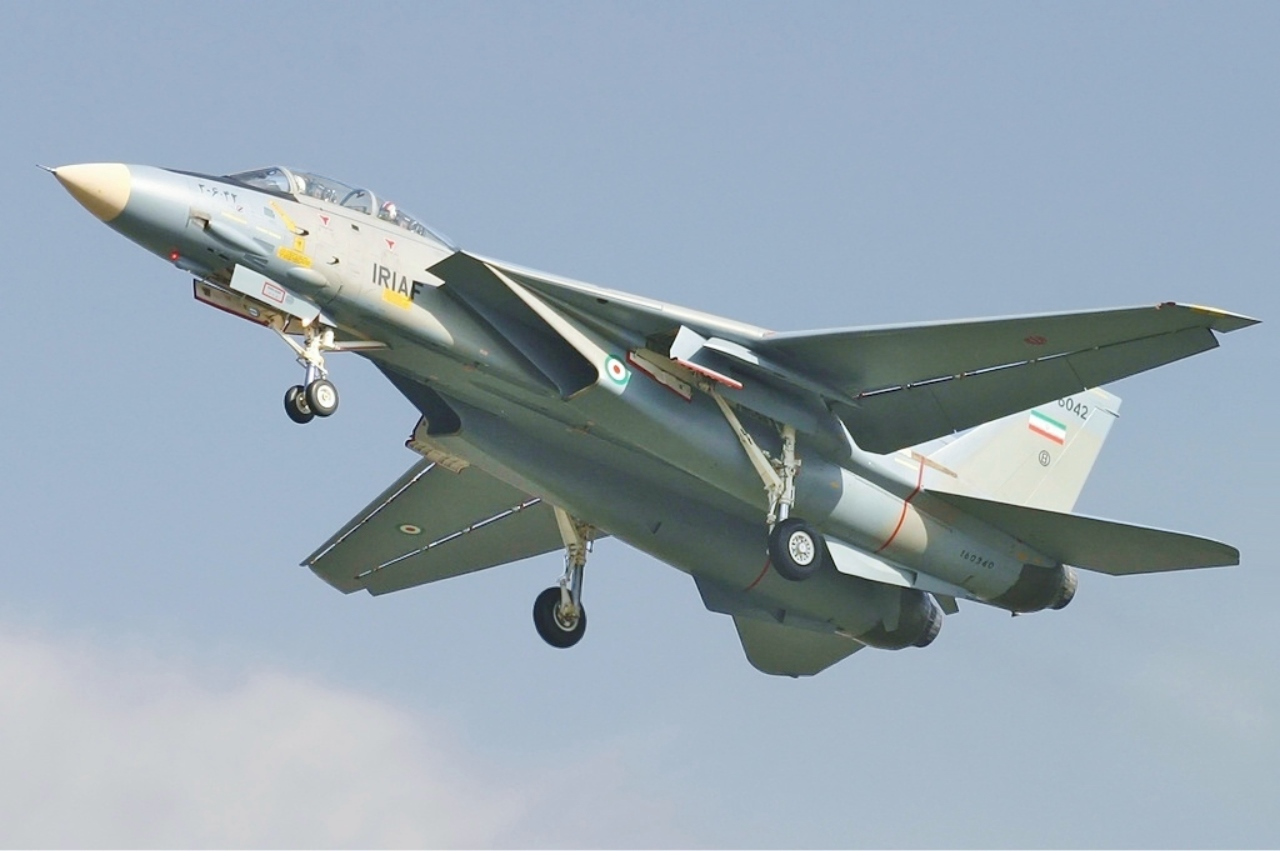
F-14 Tomcat

Když byla 1. dubna 1979 vyhlášena Íránská islámská republika, došlo ke zhoršení vztahů s USA, které posléze proti Íránu vyhlásily ekonomické sankce. Tato skutečnost měla neblahý dopad na íránskou armádu neboť byly zrušeny všechny zbrojní kontrakty uzavřené předchozí vládou. Před revolucí bylo do Íránu dodáno 79 Tomcatů (z plánovaných 80) a pouze 284 střel AIM-54 Phoenix (z plánovaného počtu 714). Plánován byl i nákup nových letounů F-16A, který byl Íránem zrušen.[zdroj⁠?!] Nový režim se již brzy po svém nástupu k moci začal zbavovat svých odpůrců. V letectvu byl totiž největší počet vojáků loajálních bývalému režimu. Většina z nich byla posléze uvězněna, popravena nebo emigrovali. Někteří z nich však byli po napadení Íránu propuštěni, protože Íránu chyběli zkušení piloti.
Tohoto nepříznivého stavu využil sousední Irák a 22. září roku 1980 na Írán zaútočil. V ten den podniklo irácké letectvo nálet na íránská letiště a infrastrukturu. Tento útok byl však odražen, protože iráčtí piloti díky své nezkušenosti nedokázali přesně zamířit své rakety. Druhý den provedlo 140 íránských letadel odvetný úder při němž zničilo několik iráckých kasáren a leteckých základen. Co se týče ztrát, byly na straně Íránu minimální. Nejvýznamnější operací íránského letectva byla Operace Osirak, která se uskutečnila 30. září 1980. Při této operaci se podařilo íránskému letectvu proniknout nepozorovaně na irácké území a poškodit jaderné zařízení Osirak a posléze i několik elektráren poblíž Bagdádu.
Po roce 1986 se začal průběh války pro Írán vyvíjet nepříznivě. Po masivních dodávkách letadel zejména z Francie a SSSR a logistické podpoře USA se podařilo Iráku pomocí masivních náletů ochromit íránskou ekonomiku.[zdroj⁠?!] Ačkoliv měl Irák oproti Íránu horší leteckou techniku, podařilo se mu, díky podpoře finanční a materiální hlavně ze strany USA, Francie, SSSR a okolních arabských zemí, které pociťovaly strach z vítězství islámské revoluce, uspět.[zdroj⁠?!]

## Válka v Perském zálivu
Když 16. ledna 1991 začala operace Pouštní bouře uvědomilo si irácké vedení, že stávající irácké letectvo nemůže nijak konkurovat masivní převaze spojeneckých vojsk. Ve snaze ochránit svá letadla před zničením je poslalo do Íránu. Jednalo se asi o 140 letadel různých typů. Írán letadla zabavil a zařadil do své výzbroje. Pro tyto letouny poté získával náhradní díly z Ruska. V roce 1998 na irácko-íránské schůzce Írán popřel, že tyto stroje užívá, a odmítl je vrátit.

## Letecké základny
- Búšehr - F-4D/E, F-14
- Badr - CH-47C
- Čáhbahár - F-4D, Su-24, Agusta-Bell 212, Bell 214
- Dezfúl - F-5E/F
- Došan Tape - VIP dopravní letadla
- Ghaleh Morghi - Agusta Bell 206
- Hamadán - F-4D/E, RF-4E, Su-24, Agusta-Bell 212
- Kermánšáh - Bell 214A, AB-205A, Agusta Bell 206
- Chatámí - F-5E/F, Su-24, Agusta-Bell 212
- Mašhad - Mirage F-1EQ/F-1BQ, F-5E/5F
- Mehrabád - F-5B, MiG-29, Su-24, C-130E/H, Boeing 707
- Šíráz - Su-24, Su-25, C-130E/H, Il-76, P-3F, CH-47C, Agusta-Bell 212, PC-7
- Tabríz - F-5E/F, MiG-29, vrtulníky
- Omidiyeh - F-7M, FT-7
- Záhedán - F-7M[2]

## Vlastní výroba
Íránský průmysl v současnosti vyrábí tři vlastní bojové letouny dvě z nich jsou odvozeniny od amerického letounu F-5 Tiger II a třetí typ byl vyvinut s ruskou pomocí.
- Azarakhsh nebo Azarachš (persky اذرخش‎) je íránský bojový letoun vyráběný leteckým závodem HESA ve městě Šahín. Jedná se o upravený letoun F-5 Tiger II. Tento letoun je o 15 % delší než F-5.Výroba byla zahájena v roce 1997.
- Sáeqeh (persky صاعقه‎) je druhá generace letounu Azarachš má o 15 % delší křídla a používá ruské proudové motory RD-33
- Shafaq nebo Šafaq (persky شفق‎) je podzvukový přepadový letoun s charakteristikami stealth.
- Sofre Máhí (persky سفره ماهی‎ česky Platýz) je nový íránský letoun s charakteristikami stealth. Letoun byl testován v dubnu 2010. Test byl podle generála Azíze Nasírzáde úspěšný.

## Seznam letadel
| Letadlo                          | Foto            | Země původu     | Typ                                                             | Verze                      | Ve službě       | Poznámky |
| Stíhací letadla                  | Stíhací letadla | Stíhací letadla | Stíhací letadla                                                 | Stíhací letadla            | Stíhací letadla | Stíhací letadla |
| -------------------------------- | --------------- | --------------- | --------------------------------------------------------------- | -------------------------- | --------------- | --- |
| Grumman F-14 Tomcat              |                 | USA             | přepadové stíhací letadlo/stíhač k vybojování vzdušné nadvlády  | F-14A                      | 24              | Celkem bylo dodáno 79 letadel (z plánovaných 80). |
| MiG-29                           |                 | SSSR            | stíhací letadlocvičné letadlo                                   | MiG-29A/UB                 | 20              | Celkem bylo dodáno 28 letadel, ze kterých bylo 18 jednomístných stíhacích a 6 dvoumístných cvičných bylo dodáno z SSSR. Plus 4 další letadla (3 jednomístná stíhací a 1 dvoumístné cvičné) jsou bývalé irácké stroje.                                   |
| Dassault Mirage F1               |                 | Francie         | stíhací letadlo                                                 | F1EQF1BQ                   | 94              | 24 letadel bylo evakuováno z Iráku během války v Zálivu v roce 1991. |
| Chengdu F-7                      |                 | Čína            | přepadové stíhací letadlocvičné letadlo                         | F-7MFT-7                   | 174             | |
| HESA Saeqeh                      |                 | Írán            | stíhací letadlo                                                 | dvě verze byly zpozorovány | 5               | Írán plánoval vyrobit minimálně 24 těchto letadel. |
| McDonnell Douglas F-4 Phantom II |                 | USA             | stíhací letadlo                                                 | F-4D/ERF-4E                | 42              | Původně bylo objednáno 225 letadel. V současnosti postupně vyřazovány. |
| Northrop F-5 Tiger II            |                 | USA             | stíhací letadlo                                                 | F-5E                       | 20              | Původně bylo objednáno 166 letounů F-5 a 15 dalších RF-5E. Když Írán dostal F-5E a F, začal prodávat své F-5A a B do zemí jako Etiopie, Turecko, Řecko a Jižní Vietnam; kolem roku 1976 byly všechny prodány kromě pár F-5B, které zůstaly jako cvičné. |
| Bojová letadla                   |                 |                 |                                                                 |                            |                 | |
| Suchoj Su-24                     |                 | SSSR            | bojové letadlo                                                  | Su-24MK                    | 24              | 12 získaných z SSSR, 24 původně iráckých. |
| Suchoj Su-25                     |                 | SSSR            | letadlo přímé podpory pozemních vojsk                           | Su-25KSu-25UBK             | 9               | 7 původně iráckých letadel bylo vráceno zpět do Iráku do boje proti Islámskému státu. |
| Námořní hlídkové letouny a AWACS |                 |                 |                                                                 |                            |                 | |
| Lockheed P-3 Orion               |                 | USA             | námořní hlídkový letoun                                         | P-3F                       | 5               | |
| Dopravní letadla                 |                 |                 |                                                                 |                            |                 | |
| Boeing 707                       |                 | USA             | doprava VIP/dopravní letadlo/tankovací letadlo                  | 707-368C707-3J9C           | 13              | |
| Boeing 747                       |                 | USA             | doprava VIP/tankovací letadlo                                   | 747-100747-100F747-200F    | 5               | |
| Dassault Falcon 20               |                 | Francie         | doprava VIP                                                     |                            | 3               | |
| Fokker F27 Friendship            |                 | Nizozemsko      | taktické transportní letadlo                                    | F27-400MF27-600            | 10              | |
| Iljušin Il-76                    |                 | Rusko           | dopravní letadlo                                                |                            | 5               | |
| Lockheed C-130 Hercules          |                 | USA             | taktické dopravní letadlo                                       | C-130EC-130H               | 31              | |
| Pilatus PC-6 Porter              |                 | Švýcarsko       | dopravní letadlo                                                |                            | 13              | |
| Antonov An-74                    |                 | Ukrajina        | dopravní letadlo                                                |                            | 9               | |
| Xian Y-7                         |                 | Čína            | dopravní letadlo                                                |                            | 14              | |
| Cvičná letadla                   |                 |                 |                                                                 |                            |                 | |
| Northrop F-5 Tiger II            |                 | USA             | stíhací letadlo                                                 | F-5BF-5F                   | 21              | |
| Pilatus PC-7                     |                 | Švýcarsko       | cvičné letadlo                                                  |                            | 35              | |
| Vrtulníky                        |                 |                 |                                                                 |                            |                 | |
| Boeing CH-47 Chinook             |                 | USA             | těžký transportní vrtulník                                      | CH-47C                     | 40              | |
| Bell 214                         |                 | USA             | letecká pátrací a záchranná služba/střední transportní vrtulník | Bell 214C                  | 22              | |
| Agusta-Bell 212                  |                 | Itálie          | lehký transportní vrtulník                                      | AB 212                     | 2               | Licenčně vyráběný v Itálii. |
| Agusta Bell 206                  |                 | Itálie          | cvičný vrtulník/lehký transportní vrtulník                      | AB 206                     | 6               | Licenčně vyráběný v Itálii. |

## Protivzdušná obrana
Írán disponuje poměrně hustou sítí protivzdušné obrany která je ovšem velice zastaralá a slabá. Většinu vybavení tvoří zastaralé americké a ruské protivzdušné systémy MIM 23B a S-200, které se Írán snaží svépomocí modernizovat. Íránský zbrojní průmysl vyrábí několik verzí, převážně kopií čínských protiletadlových raket nebo upravuje stávající americké a ruské typy. V roce 1993 se Íránu podařilo získat od Chorvatska modernější ruský zbraňový systém S-300PMU-1. V roce 2005 bylo do Íránu dodáno 29 zbraňových systémů krátkého dosahu Tor M1. Írán z neustálých výhrůžek ze strany Izraele ohledně leteckého útoku na íránské jaderné kapacity v roce 2007 podepsal s Ruskem smlouvu o dodávce moderního protivzdušného raketového systému dlouhého dosahu S-300 PMU-2. Smlouva však po dlouhých průtazích a intervencích ze strany Západu a především Izraele nebyla dodržena. Poté se Írán pokoušel získat rakety S-300 neoficiálně přes různé prostředníky avšak některé pokusy překazily zahraniční zpravodajské služby. Írán se posléze obrátil na Čínu, která přislíbila dodat protiletadlový systém HQ-9 (红旗-9), který kombinuje prvky ruského S-300 a amerického MIM-104 Patriot. Írán také posléze oznámil vlastní program vývoje protileteckého systému. V roce 2010 na vojenské přehlídce v Teheránu se tento nový systém skutečně objevil.
Írán používá velké množství protiletadlových kanónů, které používá na obranu svých jaderných zařízení v Natanzu, Búšehru a Qomu. Jedná se hlavně o kanóny typu KS-1. Írán tento kanón výrazně modernizoval. Dalším protiletadlovým kanónem je ZU-23. Íránští inženýři tento dvojhlavňový kanón vybavili ještě dalšími čtyřmi hlavněmi. Vznikl tak šestihlavňový kanón ráže 23 mm o kadenci 6000 ran za minutu. Podle íránských inženýrů je účinek takovéto zbraně efektivnější než u Phalanx CIWS.
| Systém         | Původ                  | Typ                   | Verze (místní označení) | Ve službě     | Poznámky                                           | obrázek                      |
| MIM-23B        | Spojené státy americké | PVOS                  |                         | 150           | rakety jsou upraveny pro použití na letounech F-14 | Raketový odpalovač MIM-23B   |
| S-200          | Sovětský svaz          | PVOS                  | Sayyad-1                | 200           | používá i čínské HQ-2                              | Rakety S-200 na vozidle KrAZ |
| S-300 PMU-1    | Rusko                  | PVOS                  |                         | neznámý počet | zakoupen v Chorvatsku v roce 1993                  | Rakety S-300                 |
| Tor M1         | Rusko                  | PVOS                  |                         | 29            |                                                    | Rakety Tor M1                |
| 2K12 Kub       | Sovětský svaz          | PVOS                  |                         | 8             | ve výzbroji IRGC                                   | Rakety 2K12 Kub              |
| HQ-9           | Čína                   | PVOS                  |                         | neznámý počet |                                                    | Rakety HQ-9                  |
| Pancir-S1      | Rusko                  | PVOS                  |                         | 10            | získán ze Sýrie                                    | Rakety Pancir-S1             |
| ZSU-23-4       | Sovětský svaz          | PVOS                  |                         | 100           |                                                    | Tank ZSU-23-4                |
| ZU-23-2        | Rusko                  | PVOS                  | ZU-23-6                 | neznámý počet | šest hlavní                                        | Odpalovače ZU-23-2           |
| KS-19          | Rusko                  | PVOS                  |                         | 100           |                                                    | Odpalovač KS-19              |
| Oerlikon 35 mm | Švýcarsko              | PVOS                  | GDF-002                 | 92            |                                                    | Kanón Oerlikon 35 mm         |
| SA-20          | Rusko                  | protiletadlová střela |                         | neznámý počet |                                                    | Protiletadlová střela SA-20  |

## Radarové vybavení
| Systém      | Původ    | Typ                      | Verze (místní označení) | Ve službě | Poznámky             | obrázek                          |
| Gamma       | Rusko    | mobilní 3D radar         |                         | ?         |                      | Mobilní 3d radar Gamma           |
| Kasta 2E2   | Rusko    | mobilní radar            |                         | ?         |                      | Mobilní rada Kasta 2E2           |
| Kolčuga     | Ukrajina | pasivní sledovací systém |                         | ?         | zakoupen v roce 2006 | Pasivní sledovací systém Kolčuga |
| JY-14 Radar | Čína     | 3D radar                 |                         | ?         |                      |                                  |